# Аурес
Планината Аурес е продължение на Атласките планини, разположена на изток от Тел Атлас и Сахарски Атлас в източен Алжир и северозападен Тунис. Най-високият връх на Аурес е Джебел Шелия – намиращ се на 2328 метра надморска височина.